# Noir (anime)
Noir (ノワール Nowāru) je japanska anime serija snimljena 2001. godine. Sastoji se od 26 epizoda, svaka u trajanju od 24 minute. Režirao ju je Koichi Mashimo, u produkciji japanskog studia za animiranje Bee Train. Iako je licenciran za američku distribuciju od ADV Films, trenutno nema licence za Hrvatsku.
U Japanu, Noir je bio emitiran na programu TV Tokyo, koji je poznat po svojim strogim pravilima emitiranja. Jedno od tih pravila je zabrana prikazivanja ikakve krvi. Serija Noir je ispunila to pravilo stiliziranjem scena koje uključuju pucnjavu, tako da ne sadrže uopće ili jako malo krvi. Pretpostavljajući da se radi o cenzuri, obožavatelji su očekivali različitu verziju na DVD izdanju, ali serija je ostala nepromijenjena.
U Europi, Noir je bio emitiran u Francuskoj (program CANAL+) i Njemačkoj (program VIVA Television), glasovno sinkroniziran na odgovarajuće jezike.

## O seriji

### Radnja
Igrom slučaja ili sudbine, dvije profesionalne ubojice se udruže u potrazi za odgovorima o svojoj prošlosti. Iako u početku izgleda da poveznice između njih nema, daljnjim razvojem radnje otkrivaju se novi tragovi i znakovi koji indiciraju da se radi o nečemu puno dubljem. Postupno su namamljene u sve više i više klopki, koje postavlja tajna organizacija pod nazivom "Les Soldats" (Vojnici).
Iako Noir započinje kao prilično općenit akcijski anime, s pojavom Chloe u desetoj epizodi poprima više psihološki pristup, koji se nastavi sve do kraja serije. Radnja se odvija u Europskim zemljama (prvenstveno Francuskoj), što je neobična karakteristika za anime.

### Stil
"Noir" u prijevodu s francuskog znači crno. Isto tako, noir je žanr filma. Serija uzima naziv i značenje te riječi iz oba primjera; većina radnje odvija se u Francuskoj i poprilično je ozbiljan, mračan i nasilan anime. Noir skoro da nema smiješnih scena. Ni jedan lik nije animiran u super-deformiranom ili pretjeranom stilu (što je inače vrlo česta pojava u animeu). Iako su glavni likovi atraktivne žene, nema 'fanservice' scena. Također, uloga koju igraju neverbalni znakovi likova je tako intenzivna da većina gledatelja ne dijele isto mišljenje i interpretaciju.
Unatoč velikoj količini scena koje uključuju pucnjavu i žrtve, Noir sadrži jako malo krvi. Isprva smatrano kao ispunjavanje uvjeta programa na kojem je bio originalno emitiran, DVD verzija je ostala ista, što je zaintrigiralo obožavatelje. Jedna od pretpostavki zašto, je mišljenje da to čini smrt agenata puno lakšom i pokazuje razliku između njih i glavnih likova. Jer u rijetkim trenucima glavni likovi krvare, čime se ističe njihova humanost, za razliku od agenata koji samo slijepo slijede naredbe. Dok druga mogućnost je ta da se krv pojavljuje, ali na simboličan način kroz vino, cvijeće, pozadinu, lak za nokte i slično.

## Likovi

### Yuumura Kirika (夕叢霧香 ili ゆうむら きりか)
Školarka koja se jednog dana probudi u Japanu bez ikakvog znanja o tome tko je i od kuda dolazi. Preuzimajući identitet sa studentske iskaznice na kojoj je njena slika, šalje e-mail visoko cijenjenoj plaćenoj ubojici; Mireille Bouquet iz Pariza, pozivajući ju da s njom napravi putovanje u razotkrivanju prošlosti. Zbunjena svojim pomanjkanjem osjećaja i sjećanja, Kirika moli Mireille za pomoć. Mireille odluči prihvatiti posao, ali obeća da će ju ubiti nakon što se sve razotkrije. Oružje koje Kirika koristi je talijanske izrade; Beretta M1934, s kalibrom od 9mm. Pištoljev manjak snage i kapaciteta za metke Kirika nadoknađuje svojom nevjerojatnom vještinom pucanja. Kirikina reprezentativna pjesma je "Canta Per Me", što u prijevodu s talijanskog znači "Pjevaj za mene".

Glas joj daje Houko Kuwashima u originalnoj japanskoj verziji, a Monica Rial u engleskom ADV prijevodu.

### Mireille Bouquet (ミレイユ   ブーケ)
Kao jedna od najiskusnijih profesionalnih ubojica u svom poslu, Mireille je sebi izgradila glasovitu reputaciju kroz cijeli podzemni svijet Europe. Proganjajuća sjećanja njezinog djetinjstva provedenog na Korzici i misteriozan e-mail s poznatom melodijom dovode Mireille do Japana i pošiljatelja poruke. Nakon što prihvati posao, Mireille počinje koristiti pseudonim Noir kao oznaku za privremeno partnerstvo između nje i Kirike, nesvjesna o zloglasnoj povijesti koja se veže uz to ime. Walther P-99, originalno izrađen za potrebe Njemačke policije sredinom devedesetih godina, je pištolj kojim se Mireille služi. Njezina reprezentativna pjesma je "Corsican Corridor", u prijevodu s engleskog, "Korzijski hodnik". 

Glas joj daje Kotono Mitsuishi u originalnoj japanskoj verziji, a Shelley Calene-Black u engleskom ADV prijevodu.

### Chloe (クロエ)
Tajanstvena osoba koja se pojavi negdje oko polovice serije. Proglašavajući sebe pravim Noir ("Shin no Noir"), Chloe je po mogućnosti najzagonetnija od tri ubojice. Napadajući iz mraka, bez oklijevanja i milosti, Chloe je primjer prave ubojice. Vrlo je odana Alteni i radi za Les Soldats. Iako nema vlastitih motiva iza onoga što radi, očito je da se divi Kiriki do razine opsesije i slijepe zaljubljenosti. Za razliku od Kirike i Mireille, koje koriste pištolje, Chloe donosi smrt svojim žrtvama isključivo s noževima za bacanje. Njezine reprezentativne pjesme su "Chloe" i "Secret Game" (Tajna igra).

Glas joj daje Aya Hisakawa u originalnoj japanskoj verziji, a Hilary Haag u engleskom ADV prijevodu.

### Altena (アルテナ)
Majčinski lik i osoba na visokom položaju u Les Soldats. Njezin cilj je "Le Grand Retour" (Veliki povratak), pokret usko vezan s podrijetlom Les Soldats i prvobitnom svrhom Noira. Altena boravi na prostoru zvanom "The Manor" (Imanje). To je vinograd sa srednjovjekovnom tehnologijom, lociran između Francuske i Španjolske. Smatra se "zaboravljenim mjestom". (Inspiracija za ovo je mogla doći od male države Andore.) Ondje je sama podigla Chloe u staromodnoj okolini i naučila ju svoju teoriju da "ako ljubav može uništiti ljude, onda ih mržnja može spasiti." Svi Altenini postupci su usmjeravani tim uvjerenjem.

Glas joj daje TARAKO u originalnoj japanskoj verziji, a Tiffany Grant u engleskom ADV prijevodu.

## Zanimljivosti
- Uvodna pjesma Noira "Kopperia no Hitsugi" (Coppelijin Lijes) ima referencu na poznati balet Coppélia. Neki od stihova su:

"Gdje ide ovaj mehanički san?"
- Radnja u seriji se odvija u 2010. godini. Naime, u četvrtoj epizodi vidi se Kiriku kako pregledava podatke o osobi koja je rođena 1994. godine, a slavi svoj 16. rođendan za par dana.

- Autori Noira su toliko pazili na autentičnost da su istražili o tome kako se točno rastavlja Beretta M1934, nešto što Kirika demonstrira u prvoj epizodi.

- Noir je dio Bee Trainove trilogije "cure s pištoljima". (Uz Madlax i El Cazador de la Bruja.)

## Kritike
Noir se može smatrati kao "pogodi ili promaši" anime; Dok ima značajan broj gledatelja koji su bili oduševljeni serijom, ima jednak broj onih koji su ju jedva uspjeli pogledati do kraja. Često jedna strana hvali dubinu i razrađenost likova, smatrajući kako ni jedan njihov postupak nije nepromišljen ili bez razloga. U isto vrijeme, drugi komentiraju o površnosti likova s kojima se teško poistovjetiti, a kamoli zavoljeti. Ostale kritike uključuju spori razvoj radnje, pretjerano ponavljanje istih scena u svrsi prisjećanja na prošle događaje (en. "flashbacks"), nezanimljivu priču, te nedostatak krvi (čime se gubi faktor uvjerljivosti). Iako Noir nije najpopularniji anime (u usporedbi s nekim drugim naslovima, čija su imena svjetski poznata), vrijedan je za pogledati. Kao i svaki drugi uradak, ima svoje vrline i mane. Oko toga hoće li se osobi svidjeti ili ne ovisi isključivo o ukusu.

## Popis epizoda
- 1. Djevice crnih ruku （Maidens with Black Hands / 黒き手の処女たち)

- 2. Naš svakidanji kruh （Our Daily Bread / 日々の糧）

- 3. Atentatorova igra （Assassin's Game / 暗殺遊戯）

- 4. Zvuk valova （Sound of Waves / 波の音）

- 5. Les Soldats（レ ソルダ）

- 6. Izgubljeno Mače （Lost Kitten / 迷い猫）

- 7. Crna nit sudbine （The Black Thread of Fate / 運命の黒い糸）

- 8. Intoccabile Act 1（イントッカービレ acte I）

- 9. Intoccabile Act 2（イントッカービレ acte II）

- 10. Pravi Noir （The True Noir / 真のノワール）

- 11. Čajanka pod mjesečinom （Moonlit Tea Party / 月下之茶宴）

- 12. Vježba za atentatora （Assassin Training / 刺客行）

- 13. Sezona pakla （Season of Hell / 地獄の季節）

- 14. Buket za Mireille （A Bouquet for Mirielle / ミレイユに花束を）

- 15. Ubojica bez srca 1. dio （The Heartless Assassin Act 1 / 冷眼殺手 acte I）

- 16. Ubojica bez srca 2. dio （The Heartless Assassin Act 2 / 冷眼殺手 acte II）

- 17. Povratak na Korziku （Return to Corsica / コルシカに還る）

- 18. Tama unutar mene （The Darkness within Me / 私の闇）

- 19. Dvije vlasti Soldata （Two Hands of the Soldats / ソルダの両手）

- 20. Grijeh unutar grijeha （Sin within Sin / 罪の中の罪）

- 21. Jutro bez zore （Morning without Dawn / 無明の朝）

- 22. Kraj putovanja （Journey's End / 旅路の果て）

- 23. Naklonost prema preostalom cvijetu （Sentiments for the Remaining Flower / 残花有情）

- 24. Vrati se u tamu （Return to Darkness / 暗黒回帰）

- 25. U dubinu paklenoga ognja （To the Depth of Hell's Fire / 業火の淵）

- 26. Rođenje （Birth / 誕生）

## Vanjske poveznice
- (Engleski) ADV - službene Noir stranice  Arhivirana inačica izvorne stranice od 31. kolovoza 2006. (Wayback Machine)
- (Japanski) Victor Entertainment - službene Noir stranice